# Przewodnik (województwo kujawsko-pomorskie)
Przewodnik – wieś leśna kociewska w Polsce położona w województwie kujawsko-pomorskim, w powiecie świeckim, w gminie Warlubie.
W latach 1975–1998 miejscowość administracyjnie należała do województwa bydgoskiego. Według Narodowego Spisu Powszechnego (III 2011 r.) liczyła 111 mieszkańców. Jest trzynastą co do wielkości miejscowością gminy Warlubie.

## Historia
Od początku listopada 1906 r. przez 36 (!) tygodni w miejscowej szkole elementarnej trwał strajk dzieci przeciwko nauczaniu religii w języku niemieckim. Z uczestników strajku znane są jedynie nazwiska następujących dzieci: A., E. Ristau. Strajk był elementem znacznie większej akcji biernego oporu wobec pruskich władz szkolnych, która na przełomie 1906 i 1907 r. objęła ponad 460 (!) szkół w prowincji Prusy Zachodnie, czyli przedrozbiorowe Pomorze Gdańskie, Powiśle, ziemię chełmińską i ziemię lubawską oraz część Krajny. Inspiracją dla strajków pomorskich były wcześniejsze działania dzieci w prowincji wielkopolskiej, ze słynnym strajkiem we Wrześni (1901) na czele.
28 października 1939 r. na terenie leśnictwa Płochocin hitlerowcy rozstrzelali nadleśniczego z Przewodnika – Witolda Bielowskiego członka Grunwaldu. W 44. rocznicę śmierci (1983 r.), w miejscu tragedii odsłonięto głaz pamiątkowy z marmurową tablicą ku czci zamordowanego. Witold Bielowski jest patronem Gimnazjum Publicznego w Warlubiu od 2001 r.
Do 2016 roku na terenach leśnych rósł dąb bezszypułkowy o obwodzie 640 cm.